# Альта-Бадия
А́льта-Бади́я — горнолыжный курорт в Доломитовых Альпах, расположен на севере Италии, в верхней части Валь Бадиа (нем. Hochabtei) в Южном Тироле. Он находится на территории муниципалитетов Корвара, Бадия и Ла-Валь. Сосредоточенный на Корваре, высота подъема на высшем уровне, обслуживаемом подъёмником, составляет 2550 м в группе Селла, с общим вертикальным перепадом высот в 1226 м в Педрасес.
Родным языком большинства местных жителей является ладинский.

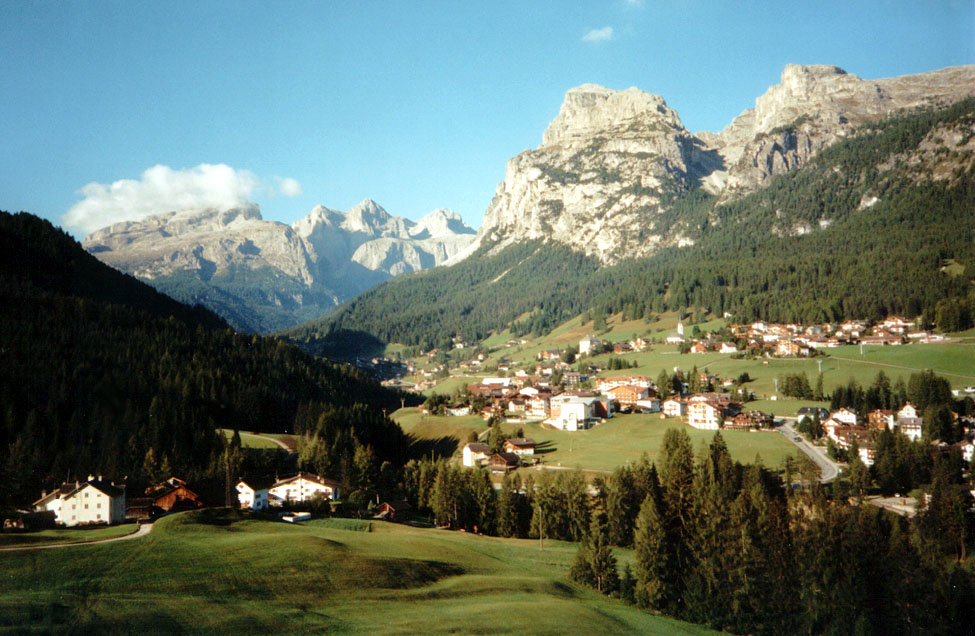
Глядя на юго-запад от Ла-Илы в сторону Корвара-ин-Бадия, Селла в левом центре (на расстоянии) и Sassongher (2665 м) в правом центре

## Кубок мира по горнолыжному спорту
Альта-Бадия — регулярная остановка в расписании Кубка мира, обычно мужчинами в середине декабря. Его трасса для гигантского слалома, классическая «Гран-Риза», является одной из самых сложных.
В декабре 2012 года трасса имела вертикальный перепад высот 448 м, начиная с 1871 м и заканчивая на 1423 м вблизи Ла Вилла. Гонку выиграл Тед Лигети из США, который также выиграл и два года назад.
Ближайшие места проведения Кубка мира — Валь-Гардена на западе (через перевал Гардена) и Кортина-д’Ампеццо (через перевал Валпарола) на востоке.